# Tomas Högblom
Tomas Gunnar Högblom, född 7 februari 1973, är en komiker och skådespelare.
Högblom har medverkat i Sveriges Radio P3:s program Tankesmedjan vid ett flertal tillfällen. Han har uppträtt med Ståuppkomik på bland annat klubbarna Oslipat och Under Jord på Nöjesteatern.

## Poddsändningar
Ett urval av poddsändningar som han har deltagit i:
- Jorden går under, "Vikariernas vikarie"
- Humoristerna, "#8 - Tomas Högblom"
- AMK Sommar, "Tomas Högblom"
- Knyckare i P3, "Roliga timmen med Tomas Högblom"
- Pendlarpodden